# 高廓
齐安王高廓（?—?），字仁弘，渤海郡蓨縣（今河北景縣）人，北齊武成帝高湛第四子。
高廓性长者，无过行。天统二年（566年）五月廿三日，北齐后主高纬立太上皇帝高湛的儿子高弘（高廓）为齐安王，高仁固为北平王，高仁英为高平王，高仁光为淮南王。高廓位特进、开府仪同三司、定州刺史。北齐灭亡前夕，高廓为光州刺史。北齐灭亡，高廓在北周任上大将军，巴东郡开国公，龙州刺史，与后主死在长安。

## 家庭

### 夫人
- 长乐冯氏，北齐侍中、尚书右仆射、昌黎郡公冯子琮长女[3][4]

### 子女
- 高君绪，隋朝新安郡休宁县令

### 孙子女
- 高玄景，和州刺史

### 曾孙子女
- 高元思，梓州参军

## 延伸阅读
[在维基数据编辑]
 《北史·卷052》，出自李延壽《北史》